# Дебальцівська сільська рада
Деба́льцівська сільська́ ра́да — орган місцевого самоврядування в Васильківському районі Дніпропетровської області. Адміністративний центр — село Дебальцеве.

## Загальні відомості
- Населення ради: 1 419 осіб (станом на 2001 рік)

## Населені пункти
Сільській раді підпорядковані населені пункти:
- с. Дебальцеве
- с. Веселий Кут
- с. Лугове
- с. Новотерсянське
- с. Охотниче
- с. Перевальське
- с. Пришиб

## Склад ради
Рада складається з 16 депутатів та голови.
- Голова ради: Анікіна Любов Петрівна

### Керівний склад попередніх скликань
| Прізвище, ім'я, по батькові | Основні відомості                                                         | Дата обрання | Дата звільнення |
| --------------------------- | ------------------------------------------------------------------------- | ------------ | --------------- |
| Корінь Михайло Михайлович   | Сільський голова, 1958 року народження, безпартійний                      | 26.03.2006   | 31.10.2010      |
| Анікіна Любов Петрівна      | Сільський голова, 1960 року народження, освіта вища, член Партії регіонів | 31.10.2010   |                 |

Примітка: таблиця складена за даними сайту Верховної Ради України

### Депутати
За результатами місцевих виборів 2010 року депутатами ради стали:

#### За суб'єктами висування
| Суб'єкт висування | Кількість обраних депутатів | %   |
| ----------------- | --------------------------- | --- |
| Партія регіонів   | 16                          | 100 |

#### За округами
| № округу        | Прізвище, ім'я, по батькові       | Дата визнання обраним | Освіта  | Партійна приналежність | Відомості про обраного депутата                          |
| --------------- | --------------------------------- | --------------------- | ------- | ---------------------- | -------------------------------------------------------- |
| Партія регіонів |                                   |                       |         |                        |                                                          |
| 1               | Бабич Неля Іванівна               | 04.11.2010            | вища    | член Партії регіонів   | Дебальцівська загальноосвітня школа, вчитель             |
| 2               | Шклярук Наталя Андріївна          | 04.11.2010            | вища    | член Партії регіонів   | Дебальцівська загальноосвітня школа, вчитель             |
| 3               | Дурманенко Олександр Євгенович    | 04.11.2010            | середня | позапартійний          | фермерське господарство "Аграрій-2000", робітник         |
| 4               | Берковський Олександр Олексійович | 04.11.2010            | вища    | позапартійний          | фермерське господарство "Кленовиц гай", голова           |
| 5               | Бойко Олександр Миколайович       | 04.11.2010            | вища    | член Партії регіонів   | Дебальцівська загальноосвітня школа, вчитель             |
| 6               | Паталаха Ніна Іванівна            | 04.11.2010            | вища    | позапартійна           | Дебальцівська сільська рада, землевпорядник              |
| 7               | Агаркова Надія Володимирівна      | 04.11.2010            | середня | позапартійна           | пенсіонер                                                |
| 8               | Магала Станіслав Григорович       | 04.11.2010            | вища    | член Партії регіонів   | фермерське господарство "Нива", голова                   |
| 9               | Завгородній Микола Григорович     | 04.11.2010            | середня | позапартійний          | фермерське господарство "Нива", робітник                 |
| 10              | Бойко Наталя Миколаївна           | 04.11.2010            | вища    | позапартійна           | Дебальцівський фельдшерсько-акушерський пункт, завідував |
| 11              | Самаря Валентина Григорівна       | 04.11.2010            | вища    | позапартійна           | пенсіонер                                                |
| 12              | Лобань Неля Олексіївна            | 04.11.2010            | вища    | позапартійна           | Дебальцівська сільська рада, секретар                    |
| 13              | Дейнега Володимир Петрович        | 04.11.2010            | середня | позапартійний          | пенсіонер                                                |
| 14              | Варакута Ганна Василівна          | 04.11.2010            | середня | позапартійна           | пенсіонер                                                |
| 15              | Курочка Валентина Василівна       | 04.11.2010            | середня | позапартійна           | пенсіонер                                                |
| 16              | Винова Людмила Аркадіївна         | 04.11.2010            | вища    | позапартійна           | пенсіонер                                                |